# Johannes Cornago
Johannes Cornago, także Juan Cornago (fl. 1455–1485) – hiszpański kompozytor, franciszkanin (OFM).

## Życiorys
Ukończył studia na Uniwersytecie Paryskim (1449), uzyskując tytuł bakałarza. Działał na dworze króla aragońskiego Alfonsa V, a następnie króla Neapolu Ferdynanda I. Z bulli papieża Kaliksta III z 1455 roku wiadomo, że pełnił na dworze neapolitańskim funkcję kapelana. Jego roczna pensja na tym stanowisku wynosiła 300 dukatów. Od około 1473 roku działał jako śpiewak na dworze Ferdynanda II Aragońskiego w Barcelonie. 
Spośród jego twórczości zachowały się cztery kompozycje o charakterze sakralnym i 11 (lub 12) o charakterze świeckim. Skomponował dwie msze, spośród których w jednej jako cantus firmus wykorzystana została popularna sycylijska pieśń Ayo visto de la mappa mundi. Jest to pierwsza polifoniczna msza skomponowana przez kompozytora pochodzącego z Hiszpanii. Należy też, obok Missa Se la face ay pale Guillaume’a Dufaya, do najstarszych mszy opartych na melodii świeckiej. Świeckie utwory Cornagi to 3- i 4-głosowe pieśni. Dwie z nich napisane zostały do tekstów w języku włoskim, pozostałe zaś w języku hiszpańskim. Do 3-głosowej pieśni Qu’es mi vida preguntays Johannes Ockeghem dopisał później czwarty głos.